# Сага о људима из Флоа
Сага о људима из Флоа (исл. Flóamanna saga), позната и као Торгилова сага (исл. Þorgils saga) једна је од средњовековних исландских сага из циклуса Сага о Исланђанима. Сматра се да је написана у периоду с краја XIII века и прве половине 
XIV века (приближно време настанка 1290−1330) од стране непознатог аутора. До данашњих дана сачувано је 67 рукописа у две верзије. Специфична је по детаљним и живописним описима путовања на Гренланд, што упућује на закључак да је и сам аутор саге имао слична искуства. 
Сага о људима из Флоа представља примерак породичне саге и прати живот четири генерације људи у периоду између 870. и 1020, али са фокусом на главну личност саге Торгила (исл. Þorgils). Прича почиње у Норвешкој са подсећањима на дела Атлија и његових синова, а потом описује период досељава на Исланд. Торгил, као централна фигура саге, описан је као класичан херој и високоморална фигура. У једном периоду свог живота Торгил прелази у хришћанство и тако на себе навлачи гнев бога Тора који му се јавља у сну. На путу ка Гренланду његов брод тоне, у несрећу гине његова жена, а писац саге у том тренутку Торгила представља као брижног оца који се брине о свом тек рођеном детету. У последњим деловима саге Торгил је пак означен као неподношљива и тврдоглава особа, класичан пример веома сложене комбинације традиционалних нордијских веровања и културе части са једне и средњовековних хришћанских веровања са друге стране. Стиче се утисак да је последњи део саге написан под утицајима нешто старијих сага, првенствено оне о Ерику Црвеном и Саге о Гренланђанима. Сага завршава Торгиловом смрћу у доби од 85 година. 